# Corythopis delalandi
A Corythopis delalandi a madarak (Aves) osztályának verébalakúak (Passeriformes) rendjébe és a királygébicsfélék (Tyrannidae) családjába tartozó faj.

## Előfordulása
Argentína, Bolívia, Brazília és Paraguay területén honos. A természetes élőhelye szubtrópusi és trópusi síkvidéki esőerdők.

## Megjelenése
Átlagos testtömege 15.45 gramm.